# Карпова Євдокія Федорівна
Євдокія Федорівна Карпова (нар. 8 березня 1923, село Кобяково Рязанської губернії, тепер Сасовського району Рязанської області, Росія — 2 грудня 2000, місто Москва) — радянська державна діячка, заступник голови Ради міністрів Російської РФСР. Кандидат у члени ЦК КПРС у 1966—1976 роках. Член ЦК КПРС у 1976—1989 роках. Депутат Верховної Ради Російської РФСР 7—9-го і 11-го скликань. Депутат Верховної Ради СРСР 10-го скликання.

## Життєпис
У 1949 році закінчила Московський текстильний інститут.
У 1949—1954 роках — майстер ткацького виробництва, завідувач лабораторії Єгор'євського меланжевого комбінату Московської області.
Член КПРС з 1952 року.
У 1954—1956 роках — голова фабричного комітету профспілки Єгор'євського меланжевого комбінату Московської області.
У 1956—1959 роках — 2-й секретар Єгор'євського міського комітету КПРС Московської області. У 1959—1961 роках — 1-й секретар Єгор'євського міського комітету КПРС Московської області.
У 1961—1963 роках — заступник завідувача, завідувач відділу Московського обласного комітету КПРС.
У 1963—1965 роках — заступник завідувача відділу ЦК КПРС.
У 1965—1966 роках — заступник міністра легкої промисловості СРСР.
3 січня 1966 — 7 грудня 1987 року — заступник голови Ради міністрів Російської РФСР.
З грудня 1987 року — персональний пенсіонер союзного значення в Москві.

## Родина
Чоловік, Карпов Олександр Антонович (1918—1990).

## Нагороди і звання
- два ордени Леніна (7.03.1960, 1983)
- орден Жовтневої Революції (1973)
- два ордени Трудового Червоного Прапора (1958,)
- медалі